# ديفيد دافيلد (مسير أعمال)
ديفيد دافيلد (بالإنجليزية: David Duffield)‏ هو مسير أعمال أمريكي، ولد في 1941.